# Waschbach (Kocher)
Der Waschbach ist ein auf dem Hauptstrang 3,9 km langer Bach in der Gemarkung der Stadt Schwäbisch Hall im Landkreis Schwäbisch Hall im nordöstlichen Baden-Württemberg, der im Stadtteil Steinbach von rechts und Osten in den mittleren Kocher mündet.

## Geographie

### Verlauf

#### Waschbach
Der Waschbach selbst entsteht auf etwa 368 m ü. NHN zwischen dem neueren Wohnviertel Grundwiesen des Stadtteils Hessental und der Bahnstrecke Crailsheim–Heilbronn und läuft beständig südwestlich. Er nimmt direkt (Wacholderbach, Greutbach) oder indirekt einige Zuläufe vom Keuperstufenrand über der Hessentaler Halde zu seiner Linken auf und tritt dann nach dem Kreisel zwischen der Ortsmitte von Hessental und dessen Bahnhof in ein steileres Kerbsohlental ein, in welches ihn die Straße von Hessental nach Steinbach begleitet. Gegen dessen Ende zu erreicht ihn an einem alten Muschelkalkbruch von rechts in spitzem Winkel sein längerer Oberlauf Pflaumenbach. Weiter von der Straße begleitet fließt er in eine ehemalige rechte Talschlinge des Kochers ein, die in breiter Mulde um den Umlaufberg der Comburg zieht. Dem aufwärtigen Teil der Schlinge entgegenlaufend, betritt er nach zwei kleinen Klingenzuläufen vom linken Hang her den Ortskern von Steinbach. Bald danach mündet er bei der alten Dorfkirche neben der Flussbrücke von rechts und zuletzt Südosten auf etwa 277 m ü. NHN in den mittleren Kocher.

#### Pflaumenbach
Der längere rechte Pflaumenbach beginnt auf etwa 385 m ü. NHN als zunächst sehr gerader Graben in einer Mulde zwischen Feldern etwas südlich der Bühlertalstraße gegenüber dem Schwäbisch Hall-Hessentaler Industriegebiet Ost und zieht zunächst in sehr flachem Lauf westlich auf den alten Ortskern des Stadtteils Hessental zu. Diesen passiert er dann an dessen Südrand; ebenfalls zum Stadtteil gehörige Neubaugebiete wurden mit einigem Abstand südlicher errichtet, so dass der Bach hier vergleichsweise unbeeinflusst meist nur weniger als hundert Meter von der Hauptdurchgangsstraße (L 1056) entfernt läuft. Auf diesem Abschnitt erreicht ihn von Norden durchs Dorf verdolt, aber in deutlich erkennbarer Mulde, der Vogelgraben. Bald danach mündet wiederum von rechts und verdolt durch den Ort der Seeleswiesenbach, dessen Lauf im besiedelten Bereich kaum zu erkennen ist. Der Pflaumenbach unterquert gegen Ende des Ortes die L 1056 und läuft dann in seiner bald bewaldeten Klinge noch rund einen Kilometer südwestlich bis zur Unterquerung der Straße nach Steinbach, neben der er sich auf etwa 320 m ü. NHN mit dem merklich kürzeren linken Waschbach-Oberlauf vereint.

### Einzugsgebiet
Der Waschbach entwässert ein Einzugsgebiet von 8,4 km² Größe nach Westen in den mittleren Kocher. Der größte Teil von ihm liegt, naturräumlich gesehen, im Unterraum Haller Ebene der Hohenloher und Haller Ebene. Darin laufen zur Gänze Waschbach wie Pflaumenbach. Der Südrand des Einzugsgebietes vom Hang der Hessentaler Halde bis hinauf zur Hochfläche um die Einkorn gehört dagegen zum Unterraum Limpurger Berge der Hohenloher und Haller Ebene. Dort entspringen der Zufluss Greutbach und seine linken Zuläufe.
Seine nordwestliche Wasserscheide zieht von der Mündung an nach einem anfänglichen Auf und Ab über die Comburg den Prallhang der alten Kocherschlinge hoch auf die westliche Haller Ebene und weiter bis aufs Gelände des Flugplatzes nördlich von Hessental. Auf der Außenseite fließt auf diesem Anschnitt ein namenloser kurzer Bach in die abwärtige Kocherschlinge, später konkurriert der ebenfalls von rechts in den Kocher laufende Haller Badersklingenbach. Mehr noch als diese ist auch die folgende nordöstliche Wasserscheide gegen den ersten der linken Bühler-Zuflüsse Otterbach auf Höhen von meist knapp unter 400 m ü. NHN im Terrain meist wenig prominent.
In einem nach Osten ausholenden Bogen klettert die Einzugsgebietsgrenze dann durch den schon bewaldeten Hasenbühl auf den Trauf der Limpurger Berge, der sich auf Höhen um 500 m ü. NHN hält und am höchsten Punkt des gesamten Waschbach-Einzugsgebietes in der Bauernschnäue einmal 512,3 m ü. NHN erreicht. Außen liegt hier nacheinander kurz das Einzugsgebiet des Sulzdorfer Schwarzenlachenbachs an, dann lange das der bedeutenderen Fischach. Vom Nordwestsporn Einkorn (ca. 510 m ü. NHN) der Limpurger Berge steigt die Scheide, die hierbei vom Entwässerungsgebiet des wieder unmittelbar zum Kocher laufenden Remsbachs trennt, schnell ab, erst wieder ungefähr aufs Höhenniveau der Haller Ebene um Gschlachtenbretzingen (dort um 380 m ü. NHN), dann in kurzem Nordostlauf vor dem aufwärtigen Kochertaleinschnitt schließlich eine zweite Stufe zur Mündung hinunter.

### Zuflüsse und Seen
Liste der Zuflüsse und  Seen von der Quelle zur Mündung. Gewässerlänge, Seefläche, Einzugsgebiet und Höhe nach den entsprechenden Layern auf der Onlinekarte der LUBW. Andere Quellen für die Angaben sind vermerkt.
Ursprung des Waschbachs-Namensoberlaufes auf etwa 368 m ü. NHN in einem Graben neben der Straße Im Vogelrain am Südrand der Schwäbisch Hall-Hessentaler Grundwiesensiedlung.
- Passiert auf etwa 366 m ü. NHN einen See zwischen dem Hessentaler Ortsrand und dem Weg Am Rübacker, 0,1 ha.
- Greutbach, von links und insgesamt Südosten auf etwa 350 m ü. NHN nach dem des Kreisels zwischen der Ortsmitte von Hessental und seinem Bahnhof, 1,6 km und ca. 2,5 km². Entsteht auf etwas über 439 m ü. NHN an der Hessentaler Halde über dem Greut und fließt zunächst nordnordwestlich hangabwärts.
  - Wacholderbach, von rechts und Südosten auf etwa 364 m ü. NHN am Westrand des Sportgeländes an der Bergseite der Bahnstrecke Crailsheim–Heilbronn, 0,8 km und ca. 0,7 km². Entsteht auf etwa 392 m ü. NHN südlich des Aussiedlergehöftes im Wacholder.
  -  Etwa 0,3 km ostsüdöstlich über dem vorigen Zusammenfluss liegt auf etwas über 380 m ü. NHN ein Teich am unteren Waldrand der Hessentaler Halde zum Greut, unter 0,1 ha.,
  - (Bach aus dem Breitlich), von links und Süden auf etwa 360 m ü. NHN nahe der Bahnunterführung der K 2500 Herlebach–Hessental, ca. 0,6 km[LUBW 6] und ca. 0,2 km². Entsteht auf knapp 400 m ü. NHN an der westlichen Hessentaler Halde unterm Einkorn. Unbeständig, fließt am Ostrand des Gewerbegebietes um die Straße Im Breitlich vorbei, zuletzt verdolt.
- Pflaumenbach[LUBW 7], von rechts und Nordosten auf etwa 320 m ü. NHN am ehemaligen Muschelkalkbruch zwischen Hessental und Schwäbisch Hall-Steinbach, 2,7 km und ca. 3,9 km². Entsteht als gerader Graben auf etwa 385 m ü. NHN nahe der abgebrochenen Bahnbrücke über die Bühlertalstraße (L 1060) der aufgelassenen Industriebahn ins Industriegebiet um die Raiffeisenstraße von Hessental. Setzt einen kurzen Graben fort, der jenseits des Bahndamms an einem Aussiedlerhof weniger als 0,2 km[LUBW 6] weiter östlich beginnt und dann verdolt ist.
  - Vogelgraben, von rechts und Westnordwesten auf etwa 368 m ü. NHN nahe der Hirschgasse am Südrand des Hessentaler Ortskerns, 1,1 km und ca. 0,8 km². Entsteht auf etwa 392 m ü. NHN zwischen dem Westrand des Wohngebietes Solpark und der Erdaufschüttung westlich der Fenigsteinstraße als Raingraben zwischen Feld und Wiese. Im Ort verrohrt.
    -  Durchläuft auf etwa 378 m ü. NHN ein Rückhaltebecken unmittelbar vor der Unterquerung der Bühlertalstraße (L 1060), wenig über 0,1 ha.[LUBW 8] Ein weiterer Kunstteich von wenig über 0,1 ha[LUBW 8] in einer linken Bucht der kleinen Talmulde entwässert noch vor der Unterquerung in den Vogelgraben.

  - Seelesäckerbach[LUBW 9], von rechts und Nordwesten auf etwa 365 m ü. NHN am Südrand des Ortskerns von Hessental nahe dem Kirchstraßen-Abzweig von der Sulzdorfer Straße, 0,8 km und unter 0,3 km². Entsteht auf etwa 387 m ü. NHN bei einem ehemaligen Aussiedlerhof nördlich der Bühlertalstraße an den Seelesäckern. Größtenteils verrohrt.
Der Pflaumenbach verlässt nach Unterqueren der Einkornstraße an einer Gärtnerei das dörfliche Weichbild und tritt in die bewaldete Klinge ein.
- Kutschenbach[2], von links und Südosten auf etwa 305 m ü. NHN am Fuß des Ödenbühlsteigles, ca. 0,3 km[LUBW 6] und ca. 0,5 km². Entsteht heute auf unter 350 m ü. NHN in einer Klinge, die am Westrand des Geländes der ehemaligen Hessentaler Fassfabrik beginnt. Der Oberlauf des früher noch östlich der Bahnlinie beginnenden Baches wurde auf dem ehemaligen Betriebsgelände unterirdisch in eine Betondole mit abgerundetem Rechteckprofil verlegt.[3] Als der holzverarbeitende Betrieb noch bestand, speiste er dort einen stark veralgten Teich, in dem Holzstämme vor dem Sägen gelagert wurden.
- Steinbruchbächle, von links und Südosten auf etwa 297 m ü. NHN am Steg des Steinbacher Klosterwegs (Gehweg zwischen Comburg und Kleincomburg), 0,5 km und ca. 0,7 km². Entsteht auf etwa 345 m ü. NHN in einer alten Steinbruchklinge an der Gemarkungsgrenze zu Michelbach-Gschlachtenbretzingen.

Mündung des Waschbachs von rechts und zuallerletzt Südosten auf rund 277 m ü. NHN in Schwäbisch Hall-Steinbach neben der Kocherbrücke in den mittleren Kocher. Der Waschbach ist auf seinem Unterlauf ab dem Zufluss des Pflaumenbachs 1,3 km, auf seinem Gesamtnamenslauf 3,0 km und auf seinem Hauptstrang mit dem Pflaumenbach als Oberlauf 3,9 km lang. Er hat ein 8,4 km² großes Einzugsgebiet.

### Ortschaften
Orte am Lauf mit ihren Zugehörigkeiten. Nur die Namen tiefster Schachtelungsstufe bezeichnen Siedlungsanrainer.
- Landkreis Schwäbisch Hall
  - Stadt Schwäbisch Hall
    - Hessental (Stadtteil, vorwiegend rechts)
    - Steinbach (Stadtteil)

Im südwestlichen Einzugsgebiet liegt außerdem noch der Wohnplatz Burgbretzingen und teilweise das Dorf Gschlachtenbretzingen der Gemeinde Michelbach an der Bilz.

## Geologie
Die zwei Oberläufe des Waschbachs beginnen im Übergangsbereich zwischen Lettenkeuper (Erfurt-Formation) und dem darüber liegenden Gipskeuper (Grabfeld-Formation). Nach anfangs sehr flachem Lauf erreichen sie am Ortsende zur Klinge (längerer rechter Oberlauf) bzw. nach dem Zulauf des Greutbachs (linker Oberlauf) den Oberen Muschelkalk, worin sie dann steile Klingen ausbilden, in denen die Bäche über kleine Felsbänke herabstürzen, wofern nicht, wie zuweilen im Sommer, das Bett ganz trocken liegt. Erst im Dorf Steinbach tritt der vereinte Bach in den Mittleren Muschelkalk ein, in dem er auch bald mündet.
Oben an der Kante des südöstlich anschließenden Keuperberglandes zwischen der Bauernschnäue und dem Einkorn liegt im Einzugsbereich eben noch Kieselsandstein (Hassberge-Formation), unterhalb dessen in einem schmalen Streifen am Hang Untere Bunte Mergel (Steigerwald-Formation) ausstreichen, darunter im Südwesten meist sehr schmal und nur im Osten etwas breiter Schilfsandstein (Stuttgart-Formation). Darunter wiederum liegen breite, am Fuß flach auslaufende Lehmhänge im Oberen Gipskeuper, in denen etliche fast immer trockene Rinnen den oberen Hang zerschneiden und dem unteren ein welliges Gepräge geben. Wenig über dem Namens-Oberlauf führt die Trasse der Bahnstrecke Crailsheim–Heilbronn teilweise über Grundgipsschichten, die früher etwas südlich der Wasserscheide gegen Michelbach-Gschlachtenbretzingen zu auch abgebaut wurden. Am Nordrand des Einzugsgebiets, der schon zur Haller Ebene rechnet, liegen um das Stadtviertel Solpark und westlich davon auf dem Unterkeuper Lösslehmschichten.
Am alten Steinbruch beim Zufluss des großen rechten Zuflusses Pflaumenbach ist Oberer Muschelkalk und Lettenkeuper aufgeschlossen. Vom Schwäbisch Haller Keckenburgmuseum kommend, führt ein Geologischer Lehrpfad durchs Kochertal und das untere Waschbachtal hierher und dann weiter hinauf bis zum Einkorn; an einigen Stationen werden Landschaft und anstehende Gesteine erläutert.
Der Waschbach mündet durch die alte Steinbacher Kochertalschlinge, die der Fluss selbst inzwischen verlassen hat und auf deren ovalem Umlaufberg rechts über dem Waschbach die Comburg thront. Wo er am Fuße des Ödenbühlsteigles in diese eintritt, stürzt er über einen über drei Meter hohen Wasserfall herab, der rundbuckelig stark übersintert ist. Die Steinbacher Ortskirche St. Johann Baptist steht nahe der Mündung auf einer Kalksinterterrasse; das Material ist zum Teil auch im Gemäuer zu erkennen.

## Schutzgebiete
Die Talbereiche westlich der Hessentaler Siedlungsgrenze liegen, den Siedlungsbereich Steinbachs ausgenommen, im Landschaftsschutzgebiet Talhänge um Schwäbisch Hall, der Nordwestabfall der Limpurger Berge meist bis an die Bahnlinie im Landschaftsschutzgebiet Nordteil der Limpurger Berge mit Abhängen und Geländeteilen zwischen Hessental und Sulzdorf. Ein Teil des Schonwaldes Einkorn reicht als schmaler Streifen vom Trauf der Berge herab ins Einzugsgebiet. Der kleine Michelfelder Gebietsanteil um Rauhenbretzingen und Burgbretzingen gehört dem Naturpark Schwäbisch-Fränkischer Wald an.

## Sehenswürdigkeiten und Bauwerke
- Comburg auf dem Umlaufberg einer aufgelassenen östlichen Kocherschlinge.
- Kleincomburg, gegenüber am linken Hang.
- St. Johann Baptist, romanische Kirche in Steinbach nahe der Kocherbrücke, um 1100 erbaut.
- Einkorn mit Turm, der gute Aussicht über die Umgebung bietet.

### LUBW
Amtliche Online-Gewässerkarte mit passendem Ausschnitt und den hier benutzten Layern: Lauf und Einzugsgebiet des Waschbachs

Allgemeiner Einstieg ohne Voreinstellungen und Layer: Daten- und Kartendienst der Landesanstalt für Umwelt Baden-Württemberg (LUBW) (Hinweise)
1. 1 2 3 4  Höhe nach dem Höhenlinienbild auf dem Hintergrundlayer Topographische Karte.
2. 1 2 3 4 5  Länge nach dem Layer Gewässernetz (AWGN).
3. 1 2  Einzugsgebiet nach dem Layer Basiseinzugsgebiet (AWGN).
4. ↑  Seefläche nach dem Layer Stehende Gewässer.
5. ↑  Einzugsgebiet abgemessen auf dem Hintergrundlayer Topographische Karte.
6. 1 2 3  Länge abgemessen auf dem Hintergrundlayer Topographische Karte.
7. ↑  Schreibfehler Pflaumembach der Layer Gewässernetz (AWGN) und Gewässername statt richtig Pflaumenbach korrigiert nach einem Lagekartenausschnitt Hessentals (PDF, 229 kB) auf der Website der Stadt Schwäbisch Hall.
8. 1 2  Seefläche abgemessen auf dem Hintergrundlayer Topographische Karte.
9. ↑  Da das Gewann am Ursprung Seelesäckerbach heißt, ist der auf den Layern Gewässernetz (AWGN) und Gewässername angegebene Name Selesäckerbach wohl einem Schreibfehler geschuldet.
10. ↑  Höhe nach schwarzer Beschriftung auf dem Hintergrundlayer Topographische Karte.
11. ↑  Schutzgebiete nach den einschlägigen Layern, Natur teilweise nach dem Layer Biotop.

### Andere Belege
1. ↑  Wolf-Dieter Sick: Geographische Landesaufnahme: Die naturräumlichen Einheiten auf Blatt 162 Rothenburg o. d. Tauber. Bundesanstalt für Landeskunde, Bad Godesberg 1962. → Online-Karte (PDF; 4,7 MB)
2. ↑  Name „Kutschenbach“ erschlossen nach dem des Kutschenbachweges, der durch seine Klinge ansteigt.
3. ↑  Baubericht vom 5. Mai 2017 auf ihrwegbereiter.de.
4. ↑  Geologie nach der Geologischen Karte des Naturparks Schwäbisch-Fränkischer Wald 1:50.000, herausgegeben vom Landesamt für Geologie, Rohstoffe und Bergbau Baden-Württemberg, Freiburg i. Br. 2001.
5. ↑  Versinterung des Wasserfalls und Sinterbausteine der Kirche nach eigener Beobachtung um das Jahr 2010.